# Republica Moldova la Jocurile Olimpice de iarnă din 2006
Republica Moldova a participat la Jocurile Olimpice de iarnă din 2006 cu 7 sportivi care au concurat la 3 sporturi (biatlon, sanie și schi fond). 

## Participarea moldovenească
Înainte de începerea Jocurilor Olimpice de la Torino, președintele Comitetului Olimpic Național, Nicolae Juravschi, a spus că nu-și pune mari speranțe în performanțele sportivilor moldoveni din motivul că „nu poți cere de la sportivi rezultate remarcabile când nu investești în creșterea acestora“ . 
Nicolae Juravschi a fost unul dintre purtătorii flăcării olimpice, el parcurgând cu torța olimpică o distanță de 400 de metri pe străzile Romei în drumul său spre Torino .
Republica Moldova a trimis la Torino o delegație formată din 7 sportivi (4 bărbați și 3 femei), care au concurat la 3 sporturi cu 9 probe (4 masculine și 5 feminine). Cinci dintre sportivii moldoveni selecționați în lotul național olimpic erau din cadrul Clubului Sportiv Central al Armatei. Majoritatea sportivilor moldoveni erau străini naturalizați: biatloniștii Mihail Gribușencov, Natalia Levcencova și Valentina Ciurina erau ruși și sănierul Bogdan Macovei era român. 
Cel mai bune rezultat obținut de delegația Republicii Moldova a fost locul 8 obținut de Natalia Levcencova la 15 km schi fond. Schioarea Elena Gorohova a participat la cea de-a patra olimpiadă de iarnă, ea concurând atât la biatlon, cât și la schi fond. Biatlonistul Mihail Gribușencov nu a mai concurat în proba de 20 km individual. Antrenorul său, Petru Bria, a luat decizia ca sportivul să nu mai ia startul, afirmând că acesta este bolnav și că dorește să-l păstreze pentru proba de sprint . La proba de 10 km sprint, Gribușencov s-a clasat pe locul 81. 
La această ediție a Jocurilor Olimpice, delegația Republicii Moldova nu a obținut nici un punct.

## Biatlon
| Sportiv            | Probă                     | Ținte ratate      | Timp              | Loc |
| ------------------ | ------------------------- | ----------------- | ----------------- | --- |
| Mihail Gribușencov | 10 km sprint (m)          | 2                 | 32:17.6           | 81  |
| Mihail Gribușencov | 20 km individual (m)      | nu a luat startul | nu a luat startul | -   |
|                    |                           |                   |                   |     |
| Valentina Ciurina  | 7,5 km sprint (f)         | 4                 | 30.04,2           | 81  |
| Elena Gorohova     | 7,5 km sprint (f)         | 2                 | 26.23,9           | 68  |
| Natalia Levcencova | 7,5 km sprint (f)         | 1                 | 24.34,2           | 41  |
| Natalia Levcencova | 10 km pursuit (f)         | 2                 | 41.36,1           | 23  |
| Natalia Levcencova | 12,5 km start în bloc (f) | 2                 | 44.21,8           | 21  |
| Natalia Levcencova | 15 km individual (f)      | 2                 | 52.11,7           | 8   |

## Sanie
| Sportiv        | Probă      | Rezultat | Rezultat | Rezultat | Rezultat | Rezultat | Rezultat |
| Sportiv        | Probă      | Manșa 1  | Manșa 2  | Manșa 3  | Manșa 4  | Timp     | Loc      |
| -------------- | ---------- | -------- | -------- | -------- | -------- | -------- | -------- |
| Bogdan Macovei | Simplu (m) | 55.681   | 55.101   | 54.005   | 53.599   | 3:38.386 | 30       |

## Schi fond
Sprint
| Sportiv        | Probă            | Calificări | Calificări | Sferturi     | Sferturi     | Semifinale   | Semifinale   | Finala       | Finala |
| Sportiv        | Probă            | Timp       | Loc        | Timp         | Loc          | Timp         | Loc          | Timp         | Loc    |
| -------------- | ---------------- | ---------- | ---------- | ------------ | ------------ | ------------ | ------------ | ------------ | ------ |
| Ilie Bria      | 15 km sprint (m) | 2:42.30    |            | nu a avansat | nu a avansat | nu a avansat | nu a avansat | nu a avansat | 77     |
| Elena Gorohova | 15 km sprint (f) | 2:31.61    |            | nu a avansat | nu a avansat | nu a avansat | nu a avansat | nu a avansat | 62     |